# 桂林両江国際空港
桂林両江国際空港（けいりんりょうこうこくさいくうこう）は、中華人民共和国の広西チワン族自治区桂林市両江鎮に位置する国際空港である。

## 概要
桂林市の28km南西にあり、IATA空港コードはKWL。ICAOコードはZGKL。全長2,800メートル、幅45メートルの滑走路1本を有する空港である。

## ハブ空港に指定している航空会社
- 桂林航空 （済南、石家荘、臨汾）

## 主な就航航空会社
- 中国国際航空 （北京/首都、成都、西安、上海/浦東）
- マカオ航空 （マカオ）
- アシアナ航空 （ソウル/仁川）
- バンコク・エアウェイズ （バンコク）
- 香港ドラゴン航空 （香港）
- タイガー航空 (シンガポール)
- 徳威航空  (済州島)(2015.1開通,チャーター航路)
- 中国東方航空 （杭州、昆明、南京、ソウル/仁川、上海/虹橋、西安）
- 中国南方航空 （北京/首都、成都、重慶、広州、杭州、香港、昆明、南京、南陽、青島、上海/浦東、汕頭、深圳、武漢、廈門、珠海、大阪/関西）
- 東星航空 （武漢）
- 海南航空 （北京/首都、海口、蘭州、珠海）
- 香港航空 （香港）
- 山東航空 （杭州、靑島）
- 上海航空 （上海/虹橋）
- 深圳航空 （広州、深圳）
- 四川航空 （成都）
- 春秋航空 （上海/浦東、杭州、石家荘[1]）
- 廈門航空 （成都、福州、貴陽、廈門）

## アクセス
桂林市郊外の両江鎮に位置し、市中心から28km離れている。30分に1本、市内の安新洲民航大厦と空港の間をリムジンバスが結んでいる。また、桂林機場高速（桂林机场高速）という高速道路が通っている。